# Jutta Regine Seidel
Jutta Regine Seidel (geborene Rust, geboren am 2. März 1931 in Leipzig; gestorben am 9. Februar 2017 ebenda) war eine deutsche Historikerin, die sich vor allem mit der Geschichte der Arbeiterbewegung und Sozialdemokratie befasst hat.

## Biografie
Jutta Rust stammt aus einer kommunistischen Arbeiterfamilie. 1937 bis 1944 besuchte sie die 24. Volksschule in Leipzig-Paunsdorf und 1944 bis 1945 die Annenschule in Leipzig. Sie erlernte den Beruf einer Stenotypistin beim Rat der Stadt Leipzig. 1948 lernte sie ihren späteren Mann, den Philosophen Helmut Seidel (1929–2007), kennen, den sie 1952 heiratete. 1949 wurde sie delegiert zur Arbeiter-und-Bauern-Fakultät der Universität Leipzig. Zwischen 1951 und 1956 studierte sie Geschichtswissenschaft an der Lomonossow-Universität Moskau und an der Shdanow-Universität in Leningrad. 1962 promovierte Jutta Seidel zum Dr. phil. in Geschichte über Wilhelm Bracke an der Karl-Marx-Universität Leipzig. Sie verfasste danach zahlreiche biografische Arbeiten über Wilhelm Bracke. 1974 schloss sie ihre Promotion B ab.
1968 wurde sie Dozentin für „Neuere Deutsche Geschichte und Geschichte der Arbeiterbewegung“ an der Philosophischen Fakultät der Karl-Marx-Universität Leipzig, 1969–1970 Dozentin für „Neuere Deutsche Geschichte und Geschichte der Arbeiterbewegung“ an der Sektion Geschichte der Karl-Marx-Universität Leipzig und 1970–1991 ordentliche Professorin für „Deutsche Geschichte und Geschichte der Arbeiterbewegung“ an der Sektion Geschichte der Karl-Marx-Universität Leipzig.
Sie war Gründungsmitglied der Rosa-Luxemburg-Stiftung Sachsen.

## Ehrungen
- 1979 Verdienstmedaille der DDR
- 1983 Clara-Zetkin-Medaille
- 1986 Gustav-Hertz-Preis der Karl-Marx-Universität Leipzig
- Wilhelm-Bracke-Medaille in Silber und Gold des Börsenvereins der deutschen Buchhändler zu Leipzig

## Werke
- Wilhelm Bracke. Vom Lassalleaner zum Marxisten (1865–1880). Phil. diss. Leipzig 1962.
- Wilhelm Bracke und sein Verhältnis zur I. Internationale. In: Beiträge zur Geschichte der Arbeiterbewegung.  ISSN 0005-8068 Sonderheft Marx, Engels und die I. Internationale. 6. Jg., Berlin 1965, S. 230–235.
- Wilhelm Bracke. vom Lassalleaner zum Marxisten. Dietz Verlag, Berlin 1966.
  - Wilhelm Bracke. vom Lassalleaner zum Marxisten. Dietz Verlag, Berlin 1986. (=Schriftenreihe Geschichte) Lebenslauf und Foto, S. 214–215.
- Bracke, Wilhelm. In: Biographisches Lexikon zur Deutschen Geschichte. Von den Anfängen bis 1917. Hrsg. von Karl Obermann u. a. Deutscher Verlag der Wissenschaften, Berlin 1967, S. 62.
  - Bracke, Wilhelm. In: Lexikon Biographien zur deutschen Geschichte von den Anfängen bis 1945. Hrsg. von Karl Obermann u. a. Deutscher Verlag der Wissenschaften, Berlin 1991, S. 71 f.
- Blos, Wilhelm. In: Geschichte der deutschen Arbeiterbewegung. Biographisches Lexikon. Dietz Verlag, Berlin 1970, S. 48–50.
- Bonhorst, Leonhard von. In: Geschichte der deutschen Arbeiterbewegung. Biographisches Lexikon. Dietz Verlag, Berlin 1970, S. 54.
- Bracke, Hermann August Franz Wilhelm Gotthard. In: Geschichte der deutschen Arbeiterbewegung. Biographisches Lexikon. Dietz Verlag, Berlin 1970, S. 57–59.
- Hepner, Adolf. In: Geschichte der deutschen Arbeiterbewegung. Biographisches Lexikon. Dietz Verlag, Berlin 1970, S. 199–200.
- Spier, Samuel. In: Geschichte der deutschen Arbeiterbewegung. Biographisches Lexikon. Dietz Verlag, Berlin 1970, S. 438–439.
- Le mouvement ouvrier Allemand et les événements de 1870–1871. Colin, Paris 1972, S. 284–288. (Sonderdruck aus: Revue d’Histoire moderne et contemporaine. T. 19. 1972. S. 283–288.)
- Wilhelm Bracke – Mitbegründer der Sozialdemokratischen Arbeiterpartei und Pionier des sozialistischen Verlagswesens. In: Marginalien. Zeitschrift für Buchkunst und Bibliophilie. 1973, Nr. 51, S. 71–84.
- Die deutsche Arbeiterpartei und die Spaltung des Parti ouvrier 1882. In: Zeitschrift für Geschichtswissenschaft. 21 (1973), S. 1045–1065.
- Wilhelm Bracke – revolutionärer Arbeiterführer und sozialistischer Verleger. In: Beiträge zur Geschichte des Buchwesens. Band VI., Leipzig 1973, S. 139–175.
- Das Zusammenwirken der deutschen und französischen Arbeiterpartei bei der Vorbereitung und Gründung der II. Internationale. In: Revolutionäres Parteiprogramm – Revolutionäre Arbeitereinheit. Studien zum Kampf um die Vereinigung des Marxismus mit der Arbeiterbewegung. Dietz Verlag, Berlin 1975, S. 472–514.
- Was wäre die Bewegung ohne das „Manifest“ und das „Kapital“?. In: Beiträge zur Geschichte der Arbeiterbewegung. 19. Jg., Berlin 1977, Heft 3.
- Einige Bemerkungen zu Clara Zetkins internationalem Wirken in den 80er Jahren des XIX. Jahrhunderts. In: Clara-Zetkin-Kolloquium der Forschungsgemeinschaft "Geschichte des Kampfes der Arbeiterklasse um die Befreiung der Frau", (Referate und Dokumente), V, Leipzig, 30. November 1977, Leipzig 1978, S. 64–72.
- Ursula Hermann, Jutta Seidel: Drei unbekannte Briefe von Karl Marx und Friedrich Engels. In: Beiträge zur Geschichte der Arbeiterbewegung, Jg. 20, 1978, Heft 3, S. 373–376.
- Proletarische Kommunalpolitik im Blickfeld der internationalen Arbeiterbewegung während des letzten Jahrzehnts des 19. Jahrhunderts. In: Jahrbuch für Regionalgeschichte, Band 7, 1979, S. 51–66.
- Jutta Seidel, Harald Koth: Die deutsche Sozialdemokratie und die sozialistische Bewegung in Frankreich am Ausgang des 19. Jahrhunderts. In: Beiträge zur Geschichte der Arbeiterbewegung, Jg. 22, 1980, Heft 6, S. 867–879.
- 35 Jahre Dietz. Zahlen und Fakten. In: Börsenblatt für den deutschen Buchhandel. Band 147, 1980, S. 626–627.
- Die Bedeutung der Engelsschen Schrift „Socialisme utopique et Socialisme scientifique“ für die Verbreitung des Marxismus in der französischen Arbeiterbewegung. In: Beiträge zur Marx-Engels-Forschung 9, Berlin 1981, S. 88–94. Digitalisat
- Internationale Solidaritätsaktionen für den Kampf der deutschen Arbeiterpartei während des Sozialistengesetzes. In: Jahrbuch für Geschichte, Band 22, 1981, S. 139–155.
- Deutsche Sozialdemokratie und Parti Ouvrier 1876–1889. Politische Beziehungen und theoretische Zusammenarbeit . Akademie Verlag, Berlin 1982. Inhaltsverzeichnis
- Jutta Seidel u. a.: Internationale Stellung und internationale Beziehungen der deutschen Sozialdemokratie . 1871–1895/96. Dietz Verlag, Berlin 1982.
- Zu einigen Aspekten der Beziehungen zwischen der deutschen und österreichischen Sozialdemokratie in den ersten Jahren des 20. Jahrhunderts. In: Die deutsche und die österreichische Arbeiterbewegung zur Zeit der Zweiten Internationale. Protokoll des bilateralen Symposiums DDR – Österreich vom 30.9. bis 3.10.1981 in Linz. (Hrsg.): Helmut Konrad. Europaverlag, Wien 1982, ISBN 978-3-203-50821-4, S. 1–23.
- Wilhelm Bracke. Revolutionärer Arbeiterführer und sozialistischer Verleger. 2., durchges. Aufl. Börsenverein der Deutschen Buchhändler, Leipzig 1984.
- Wilhelm Bracke und Johann Philipp Becker. Anmerkungen zu ihrem Briefwechsel. In: Beiträge zur Marx-Engels-Forschung, 18, Berlin 1985, S. 113–121.
- Der Konstituierungsprozeß der sozialistischen Arbeiterbewegung in Deutschland und Österreich. Referate des 3. bilateralen Seminars von Historikern der DDR und der Republik Österreich, veranstaltet von der Sektion Geschichte der Karl-Marx-Univ. Leipzig, 21. – 24. Juni 1983. Redaktion: Jutta Seidel. Leipzig 1984. (=Wissenschaftliche Beiträge der Karl-Marx-Universität Leipzig. Reihe: Gesellschaftswissenschaften)
- E. Bernstein, K. Kautsky, F. Mehring. Ein Vergleich ihrer Positionen zur Krieg-Frieden-Problematik vor und bei Beginn des ersten Weltkrieges. In: Referate des bilateralen Seminars von Historikern der DDR und der Republik Österreich. 5, Leipzig 1987, S. 87–99.
- Der Platz der II. Internationale in der Geschichte der Arbeiterbewegung (1889–1914). Referat und Diskussionsbeiträge des Wissenschaftlichen Kolloquiums anläßlich des 100. Jahrestages des Internationalen Arbeiterkongresses zu Paris (1889), 25. und 26. April 1989. Veranst. von der Sektion Geschichte der Karl-Marx-Universität Leipzig. Redaktion: Jutta Seidel. Leipzig 1989 (=Wissenschaftliche Beiträge der Karl-Marx-Universität Leipzig. Reihe: Gesellschaftswissenschaften)
- Rolf Dlubek, Jutta Seidel: Marksteine im Kampf um Frieden und sozialen Fortschritt. Zur Gründung der I. und II. Internationale. In: Einheit. Jg. 44, Berlin 1989, 8, S. 741–746. ISSN 0013-2659
- Überlegungen zu Bebels Stellung in der internationalen Arbeiterbewegung um die Jahrhundertwende. In: Perspektive und Aktion. Friedrich-Schiller-Universität, Jena 1989, S. 32–39.
- Antimilitaristische Konzeption und Friedensbestrebungen der II. Internationale. In: Beiträge zur Marx-Engels-Forschung 29, Berlin 1990, S. 78–90.
- Die deutschen und österreichischen Maifestschriften im Vergleich. In: Helmut Konrad (Hrsg.): Dass unsre Greise nicht mehr betteln gehn! Sozialdemokratie und Sozialpolitik im Deutschen Reich und in Österreich-Ungarn 1880 bis 1914 . Europaverlag, Wien, Zürich 1991, ISBN 3203511290, S. 3–16.
- Zur Biographie Wilhelm Brackes. In: Wilhelm Bracke. Hrsg. von Klaus Erich Pollmann. Braunschweig, 1992, S. 23–31. (=Kleine Schriften. Stadtarchiv und Stadtbibliothek Braunschweig 24)
- Leipziger Maifeiern, Gewerkschafts- und Arbeitervereinsfeste im letzten Jahrzehnt des 19. Jahrhunderts. In: Katrin Keller (Hrsg.): Feste und Feiern. Zum Wandel städtischer Festkultur in Leipzig. Edition Leipzig, Leipzig 1994, ISBN 3-361-00426-8, S. 179–195.
- Internationale Maifestschriften 1890–1914. Überblick und komparativer Versuch. In: Wolfgang Küttler (Hrsg.): Das lange 19. Jahrhundert. Personen – Ereignisse – Ideen – Umwälzungen. Ernst Engelberg zum 90. Geburtstag. trafo Verlag, 1999, 2. Halbband. ISBN 3-89626-159-2
- Das große Dilemma. Leipziger Antifaschisten in der SS-Sturmbrigade „Dirlewanger“. Rosa-Luxemburg-Stiftung Sachsen, Leipzig 1999, ISBN 3-932725-38-7.
- Paul Nette. „daß mir weiter nichts fehlt als die Freiheit“. Eine Häftlingsbiographie in Briefen. Gefängnisbriefe 1934 bis 1944. Edition Bodoni, Berlin 2002. ISBN 3929390604
- Rosa Luxemburg und Jean Jaurès. In: Rainer Holze (Hrsg.): Mensch sein, das heißt .... Helle Panke, Berlin. 2 (2004), S. 45–49.
- Der Internationalismus der deutschen Sozialdemokratie im letzten Drittel des 19. Jahrhunderts. In: Klaus Kinner (Hrsg.): Die Linke – Erbe und Tradition. Berlin 1(2010). ISBN 978-3-320-02213-6, S. 95–102.
- Helmut Seidel: Von Francis Bacon bis Jean-Jacques Rousseau. Vorlesungen zur Geschichte der Philosophie. Hrsg. von Jutta Seidel. Karl Dietz Verlag, Berlin 2010. ISBN 978-3-320-02236-5

## Belege
1. ↑  Traueranzeige, in: Leipziger Volkszeitung vom 11. März 2017.
2. ↑  Wilhelm Bracke. Vom Lassalleaner zum Marxisten. Dietz Verlag, Berlin 1986, S. 214.
3. ↑  Philosophie vernünftiger Lebenspraxis
4. ↑  Wilhelm Bracke. Vom Lassalleaner zum Marxisten (1865-1880).
5. ↑  Politische Beziehungen und theoretische Zusammenarbeit zwischen der deutschen Sozialdemokratie und der französischen Arbeiterpartei (Parti ouvrier) 1876-1889.

| Personendaten    | Personendaten                    |
| ---------------- | -------------------------------- |
| NAME             | Seidel, Jutta Regine             |
| ALTERNATIVNAMEN  | Rust, Jutta Regine (Geburtsname) |
| KURZBESCHREIBUNG | deutsche Historikerin            |
| GEBURTSDATUM     | 2. März 1931                     |
| GEBURTSORT       | Leipzig                          |
| STERBEDATUM      | 9. Februar 2017                  |
| STERBEORT        | Leipzig                          |